# Alfama
Alfama Lisszabon legrégebbi városrésze, mely a lisszaboni várhegy lejtőire épült és a Tejo (Tajo) folyóig terjed.

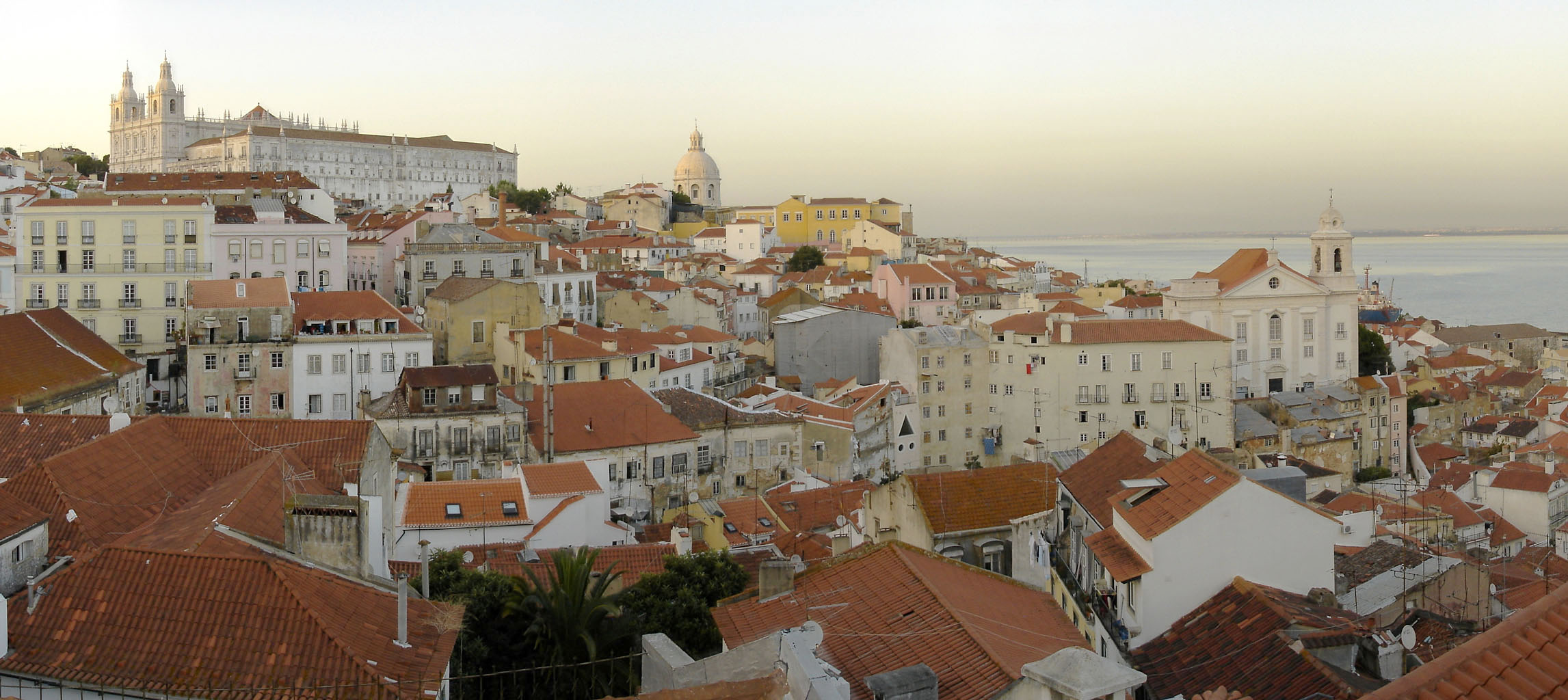
Alfama

## Történelme
Az Alfama név arab eredetű, Alhamma, mely szökőkutat, fürdőt jelent. A negyed a São Miguel, Santo Estêvão, São Vicente de Fora községekből épült össze, számos történelmi nevezetesség látható itt, valamint fado bárok és éttermek.
A mór uralom alatt (i. sz. 711 – 788) ez a városnegyed volt maga a város, mely később nyugat felé terjeszkedett, és kialakult a mai Baixa negyed. Alfama a halászok és a szegényebb emberek lakhelye volt és még ma is túlnyomó részben ez jellemző. A nagy 1755-ös lisszaboni földrengés nem rombolta le az Alfamát, mely mai napig megmaradt festői girbegurba utcáival turistalátványosságnak. Alfama felett van a São Jorge vár, mely a 16. század elejéig a királyi rezidencia volt. A várból és Alfama több kilátóhelyéről panoráma kilátás nyílik a városra. A számos templom között itt található a város legrégebbi katedrálisa, a Lisszabon katedrális, mely a 12-14. században épült, valamint a Santa Engrácia templom, melyet nemzeti panteonná alakítottak át.

## Képgaléria

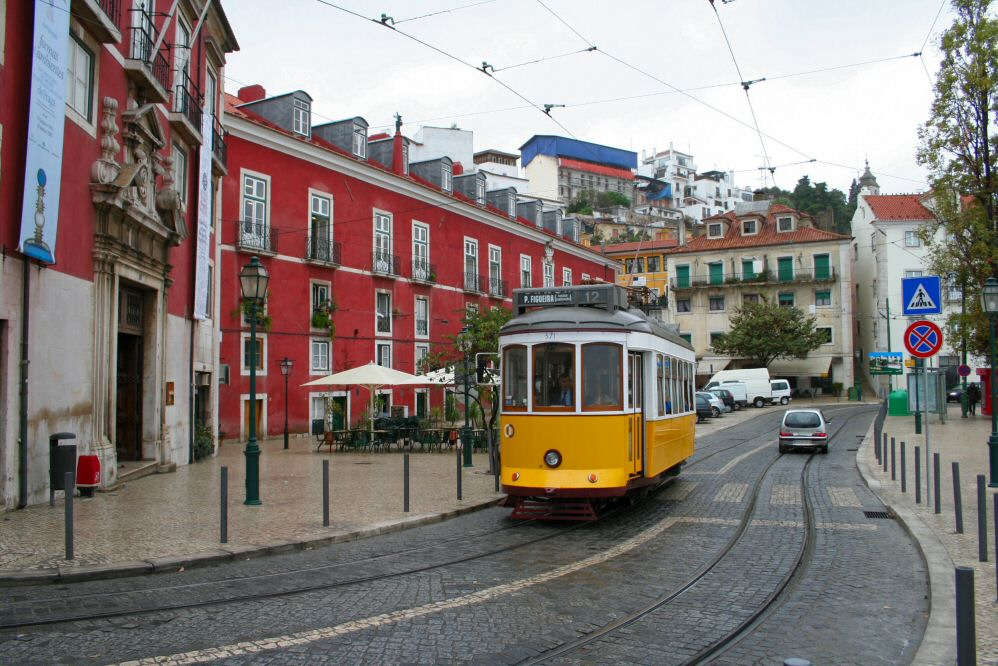
Alfama, régi villamossal

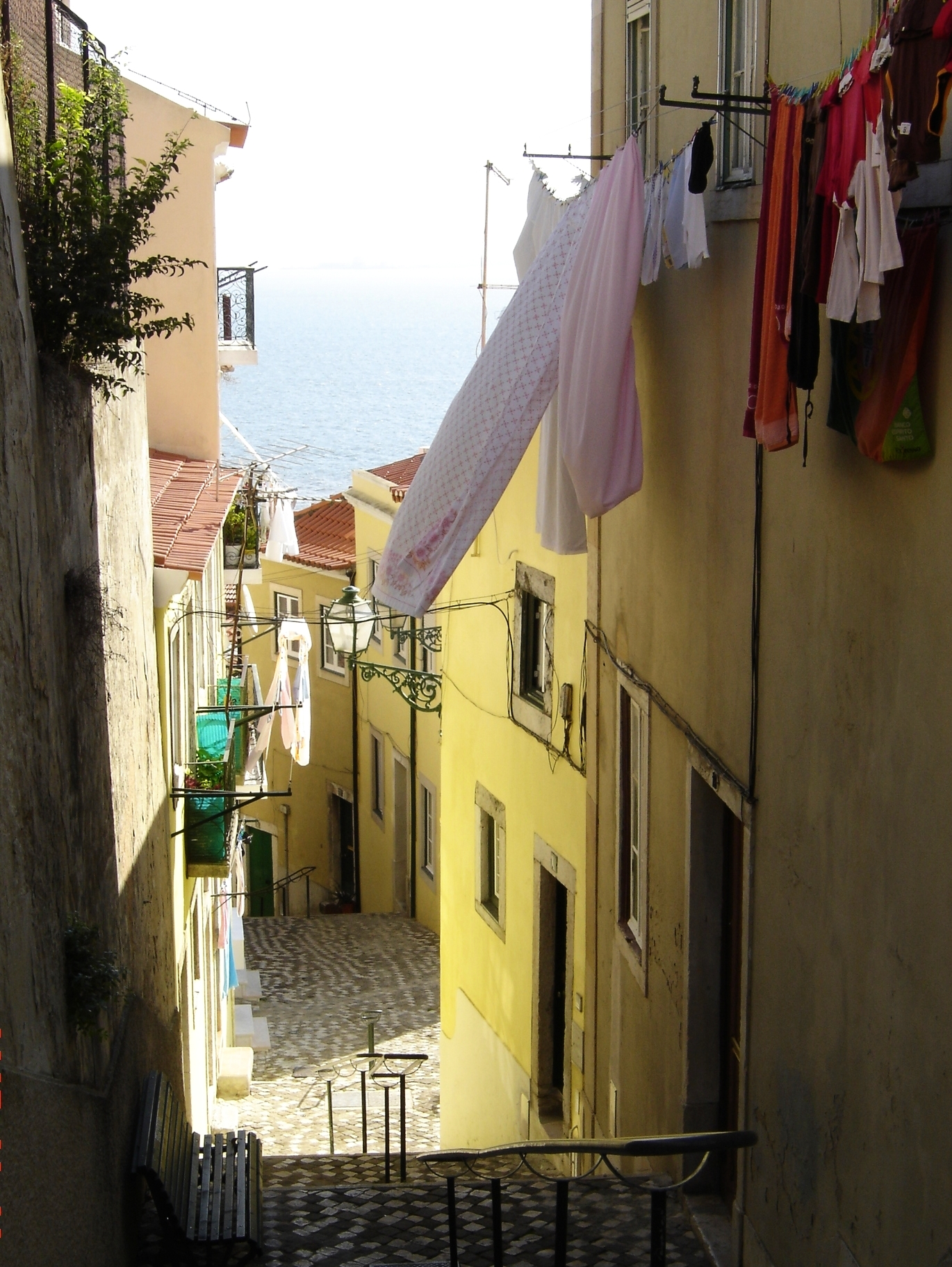
Alfama, sikátor